# Missione gesuita in Cina
La missione gesuita in Cina ha una storia e una tradizione pluriscolare. 
I Gesuiti giunsero per la prima volta in Cina nel 1582. Diffusero in Europa la conoscenza della Cina, e possono essere considerati i creatori della sinologia. Diedero inizio a un profondo, duraturo, e proficuo scambio culturale con la Cina, aprendo la cultura cinese alla conoscenza dell'Europa e della cultura occidentale, e introducendo le scienze e molte tecnologie occidentali in quella lontana nazione.

## Missionari in Cina

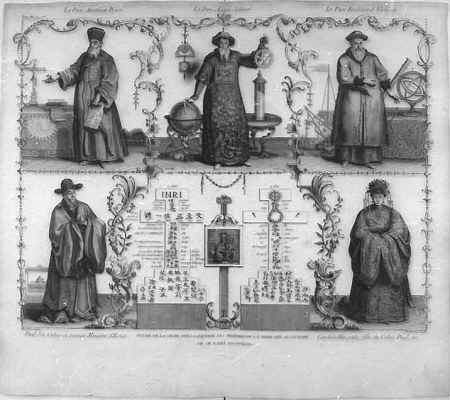
I padri Matteo Ricci, Adam Schaal, Ferdinand Verbiest, Paolo Siu (Xu Guangqi), Colao o Primo ministro di Stato, Candida Hiu, nipote del Colao Paolo Siu.

Le più antiche tracce di cristianesimo nella civiltà cinese sono quelle dei cristiani nestoriani del VII secolo: lo dimostra, infatti, la cosiddetta stele nestoriana, un'iscrizione plurilingue, cinese-siriaca, scolpita il secolo successivo e ritrovata nel 1625 a Chang'an (Xi'an). Una riproduzione di questa stele si trova presso il Museo Etnografico Missionario in Vaticano.

La prima presenza cattolica è di qualche secolo posteriore: una missione francescana si insediò in Cina fra il XIII secolo e il XVI secolo, durante la dinastia mongola degli Yuan. Quando quella dinastia fu rovesciata (1368), i missionari dovettero lasciare il Paese. Il Cristianesimo predicato allora era basato sulla lettura biblica e non era adattato al pensiero ed ai costumi cinesi.
La Compagnia di Gesù ottenne dal papa il «diritto religioso» sui nuovi territori estremo orientali, che essi raggiunsero sulla scia dei mercanti portoghesi. 
Verso la metà del XVI secolo, per opera di Francesco Saverio, i gesuiti raggiunsero i porti di Goa (India), Malacca (Malaysia), Macao e quindi il Giappone. Questa presenza precoce permise ai Gesuiti di fondare fin dal 1542 una missione a Goa: essa sarebbe stata il punto di partenza e di controllo per le esplorazioni più lontane. Proprio durante l'attività missionaria San Francesco Saverio si spense nel 1552 sull'isola di Sancian, mentre era in procinto di portarsi in Cina.

Nel 1574 arrivò a Goa padre Alessandro Valignano in qualità di Visitatore plenipotenziario di tutte le missioni gesuite in Asia. Valignano che, vicario in Asia, rispondeva del suo operato al solo Preposito Generale della Compagnia di Gesù, si pose come responsabile organizzativo e riferimento autorizzativo di ogni missione in Asia e punto di riferimento dei metodi di cristianizzazione più appropriati, dal suo arrivo fino alla sua morte, avvenuta a Macao, nel 1606. A tali fini, tra le cose principali, fornì ai missionari, in primis a Matteo Ricci, il suo Cerimoniale per i missionari in Giappone ed il successivo Libro delle regole, veri manuali per l'applicazione dei suoi concetti di "adattamento" ed "inculturazione" al fine di proseguire l'evangelizzazione senza intaccare o stravolgere i principii millenari delle culture orientali e quindi aiutare i confratelli ad adottare un proprio metodo di catechismo.
Fondò il Collegio gesuita di San Paolo a Macao nel 1594, collegato alla preesistente chiesa omonima, primo ateneo dell'estremo oriente e punto di riferimento dei cattolici di tutta l'Asia; ottenne la gestione del porto di Nagasaki (1580) che trasformò da porto di pescatori a porto commerciale, sfruttando i relativi proventi per sviluppare le missioni in tutta l'Asia. Valignano evangelizzò personalmente il Giappone, lasciando, alla sua morte, 150 000 fedeli, 200 chiese, scuole, seminari e 600 tra presbiteri ed accoliti. E chiamò Ricci e Ruggieri all'evangelizzazione della Cina.
Ogni atto teologicamente od organizzativamente significativo dei gesuiti in Asia, fino alla sua morte, necessitò del suo assenso, fatti ovviamente salvi, per le questioni di massima importanza teologica, le superiori competenze ed i superiori giudizi del ramo della Santa Inquisizione di Goa. Valignano fu il primo ed ultimo Visitatore con pieni poteri vista la creazione, pochi anni dopo la sua morte, di un'apposita e più strutturata organizzazione per l'evangelizzazione, la «Congregatio de Propaganda Fide», attuale Dicastero per l'evangelizzazione.
Nel 1582, Michele Ruggieri e Matteo Ricci furono i primi Gesuiti a ottenere il permesso di entrare in Cina, che concretizzarono l'anno successivo. 
Dopo aver fondato diverse residenze in varie città della Cina, Matteo Ricci riuscì a stabilirsi nella capitale nel 1601, e cominciò il suo lavoro presso i letterati della corte.

Matteo Ricci, grazie alla sua cultura scientifica e soprattutto alla lingua cinese che apprese perfettamente, si fece conoscere abbastanza presto nei circoli letterari. Scrisse numerose opere per promuovere e presentare la religione cristiana agli eruditi cinesi. Fu anche l'iniziatore del primo progetto di dizionario Cinese-Latino, il cosiddetto «dizionario Ricci».

## Prima missione gesuita in Cina
Si può dividere la prima missione gesuita in Cina (dal 1582 al 1773) in tre periodi:
- Il primo, dal 1582 al 1610, corrisponde all'arrivo in Cina e alla messa in opera del metodo Ricci, fino alla morte di quest'ultimo. Iniziò l'incontro con la civiltà e la cultura cinese, e vennero convertiti poche migliaia di cinesi, tra cui diversi letterati confuciani. Vi furono anche molti sforzi di pubblicazione e di traduzione di libri occidentali.
- In seguito, dal 1610 al 1723, il cristianesimo progredì lentamente e si sviluppò la polemica con gli altri ordini intorno al problema della tolleranza verso alcune pratiche religiose per i cinesi convertiti al Cristianesimo, conosciuta come Disputa dei Riti. Nel 1723 con l'ascesa al trono del nuovo Imperatore Yongzheng, molto meno accondiscendente verso i missionari cristiani rispetto al suo predecessore Kangxi, per la missione cattolica in Cina aumentarono le difficoltà.
- Infine il periodo che va dal 1724 al 1773 segnò un declino della presenza dei Gesuiti e degli altri missionari cattolici. Varie ondate di persecuzione colpirono i missionari e i convertiti, il cristianesimo fu classificato tra le «sette perverse e pericolose». Il periodo di crisi in Cina coincise con il declino della Compagnia in Europa e terminò con lo scioglimento dell'ordine.

La Missione Gesuita era organizzata in province, dirette da un provinciale. All'inizio tutto l'Oriente dipendeva da quello di Goa. Sotto questa «provincia» si trovano le missioni nazionali, dirette esse stesse da un superiore. Indipendentemente dalla organizzazione della Compagnia vi erano comunque le strutture della gerarchia ecclesiastica, cioè i vescovi e le loro diocesi, ed i Vicari Apostolici. 
L'organizzazione evolse con l'ampliamento e l'estensione dei territori coperti e l'aumento delle attribuzioni al Visitatore, il quale rappresentava il Superiore generale dei gesuiti esercitandone i poteri. Per la Cina il punto di entrata e la base di ripiegamento in caso di persecuzione sarebbe stato il territorio portoghese di Macao. È da notare che i Gesuiti di Macao non seguivano per forza le stesse idee di quelli della Cina.

Le province lontane non vennero lasciate senza controllo, poiché esisteva un sistema d'ispezione delle missioni. Per di più, i missionari erano tenuti a scrivere rapporti e lettere annuali. Queste ultime venivano utilizzate internamente e compilate anche per la pubblicazione al pubblico. Si crearono delle corrispondenze anche con gli scienziati e gli intellettuali europei.
Il periodo di presenza dei Gesuiti vide succedersi vari imperatori e soprattutto l'insediamento di una dinastia mancese sul trono della Cina. I Ming furono respinti verso sud e furono definitivamente sconfitti nel 1661. Fin dal 1644, la dinastia manciù Qing prese piede in Cina. L'atteggiamento dei diversi imperatori nei confronti dei Gesuiti e della missione cattolica fu diversificato: a periodi di tolleranza si alternarono altri di persecuzione. La posizione non fu la stessa neanche di fronte ai Gesuiti della corte, ai Cinesi convertiti o agli altri missionari nelle campagne.
Quando Matteo Ricci arrivò a Pechino nel 1601, la dinastia Ming volgeva al termine. L'impero era attaccato alle sue frontiere in Mongolia e, nello stesso tempo, doveva aiutare la Corea a respingere gli attacchi giapponesi. Per di più, tra i Manciù, vi erano segni di agitazione.

I Gesuiti guadagnarono prestigio grazie alle loro notevoli competenze in ambito scientifico e al loro ruolo di interpreti nel corso del negoziato diplomatico per il Trattato di Nerčinsk tra Cina e Russia, concluso nel 1689. 
A partire da Adam Schall e per più di un secolo, tutti i Presidenti non manciù del Tribunale dell'Astronomia furono gesuiti.
Questi elementi, oltre all'aiuto fornito dai Gesuiti nel settore della tecnologia bellica, indussero Kangxi, secondo imperatore della dinastia Qing, rinomato anche per la sua apertura di spirito e per il suo sostegno agli intellettuali, ad emettere nel 1692 il famoso Editto di Tolleranza. Questo editto autorizzava le conversioni al cristianesimo, annullava le leggi precedenti contro i missionari, e concedeva il diritto di costruire chiese e di predicare pubblicamente. Il Ministero dei riti riconosceva agli Europei il loro merito nel proprio lavoro e la loro dedizione. Il Cristianesimo non venne più considerato una dottrina che agitava il popolo; ciononostante, questo editto non permise una conversione di massa.
Questo periodo vide anche un repentino sviluppo della Disputa dei Riti, in seguito ad un editto emanato dal Vicario Apostolico del Fujian Charles Maigrot (1693). Esistevano vari punti di discordia concernenti le attività dei Gesuiti in Cina, come il problema dei termini con cui indicare il Dio dei Cristiani, le modalità di espressione del culto dei defunti, e la partecipazione dei cristiani ai riti di derivazione confuciana, in particolare quelli riguardanti "Shangdi" e gli antenati, che in Cina erano molto venerati. Ci si poneva il problema se questi riti fossero dei costumi di tipo civile o delle espressioni di religiosità diversa da quella cristiana, ed incompatibile con essa.
La visita del cardinale Carlo Tommaso Maillard de Tournon, inviato del papa, avvenuta tra il 1705 ed il 1706, non ebbe i risultati auspicati nei confronti dell'Imperatore Kangxi. L'imperatore obbligò i missionari a chiedere un permesso formale, il piao, che comportava la dichiarazione della propria identità, anche religiosa, e la volontà di rimanere in Cina per tutta la vita. 

Secondo i Gesuiti e molti storici successivi questa autorizzazione era subordinata all'accettazione delle pratiche controverse dei "riti cinesi", o pratiche ricciane, di cui i Gesuiti erano i principali sostenitori, per cui i missionari che non avevano il piao sarebbero stati cacciati dal paese. 

La Chiesa, con il Decreto di Nanchino del 1707 emanato da Tournon, minacciò di scomunica i missionari che avessero accettato i riti cinesi, riconoscendo un'incompatibilità fra il dogma cattolico e questi riti. La maggior parte dei Gesuiti richiese il piao, sia per rimanere in Cina, ma anche per mostrare all'Europa che era inevitabile farlo. Ma molti missionari non gesuiti ottennero il piao senza addurre nessun impegno di carattere dottrinale.
Dopo il periodo di Kangxi, si ebbero i regni di Yongzheng (1723-1735) e poi Qianlong, dal 1736 al 1796, caratterizzati da un minore interesse per il Cristianesimo e quindi minore considerazione per i missionari occidentali, e spesso da vere e proprie persecuzioni contro le chiese e gli insediamenti missionari. 
Qianlong estese le frontiere dell'impero cinese, ma fu molto più rigido verso gli Occidentali, come mostrano l'episodio dell'ambasciatore George Macartney, e le continue persecuzioni contro i cristiani.
Dopo la Disputa dei Riti i Gesuiti erano molto mal visti in Occidente, poiché si erano posti in netta contrapposizione con la Santa Sede. A poco a poco, i paesi d'Europa videro in cattiva luce i Gesuiti, e le missioni all'estero vennero lentamente abbandonate, in particolare quelle in Cina, dove per mantenere la missione occorreva anche un cospicuo sostegno finanziario. 
Finalmente il Papa Clemente XIV emanò il Breve Dominus ac Redemptor nel 1773, che giungendo in Cina nel 1775, decretò la fine della missione gesuitica. 
Altri ordini religiosi presero il posto dei Gesuiti, fino a che nel secolo successivo, cominciarono a lasciare posto ai mercanti e alle ambasciate, che s'interessavano poco della salute delle anime. In seguito alla ricostituzione della Compagnia nel 1814, e alla vittoria occidentale nelle Guerre dell'Oppio, si assisté ad una nuova rivitalizzazione della presenza missionaria in Cina, benché in parte dovuta alle vittorie militari.

## Il metodo di conversione dei Gesuiti
Tutti i missionari cattolici adottarono in Cina una comune linea di condotta: apprendimento e padronanza della lingua locale e rispetto dell'autorità politica.

Come tutti i missionari europei, i gesuiti adottarono un nome cinese; allo stesso modo, i battezzati cinesi ricevettero un nome cristiano. 
In più, i gesuiti considerarono essenziale adattarsi ai costumi e agli usi locali. Per cui, fin dall'inizio della missione cinese, decisero di applicare gli insegnamenti tratti dall'esperienza della cristianizzazione in Giappone di Valignano, anche se con delle differenze sul piano delle scelte linguistiche. Tra le tre principali credenze religiose presenti in Cina, già Matteo Ricci evidenziò il confucianesimo come la dottrina cinese più vicina ai principi cristiani, per lo meno sul fronte dei principi di etica individuale e sociale.

### Costumi e usanze locali
All'epoca del suo arrivo in Cina, Matteo Ricci portava il costume dei monaci buddhisti. Abbastanza presto, verso il 1594, egli decise di passare al costume dei letterati confuciani, la cui figura godeva di maggiore prestigio nella società cinese rispetto a quella dei bonzi buddisti. Questo aspetto secondo lui sarebbe stato più adatto per la conversione e avrebbe evitato confusioni. Questa scelta era motivata da vari fattori. Innanzitutto, lo status sociale dei monaco buddhista nella Cina della dinastia Ming non era così elevato come in Giappone e la religione buddhista era in quel periodo rigidamente controllata dal governo imperiale (esattamente come le altre religioni ufficiali). In secondo luogo, voleva evitare ogni confusione con una qualsiasi scuola buddhista, anche per il fatto che molti principi religiosi cristiani erano visti dai cinesi come non molto dissimili dai corrispondenti buddisti, ed entrambe erano di fatto religioni provenienti da territori stranieri, e questo rimaneva fonte di diffidenza per i cinesi.
È da notare che questo cambiamento di costume si fece anche nel momento in cui Ricci tradusse i Classici cinesi in latino. Gli sembrò allora che il ruolo del letterato fosse un vettore migliore ai fini della diffusione del cristianesimo, che questo gli permettesse di guadagnare la stima delle classi dirigenti e mostrare un rango sociale più elevato, mediante l'uso di abiti di seta, la crescita della barba, l'uso del palanchino, etc...

### Una «pedagogia della gradualità»

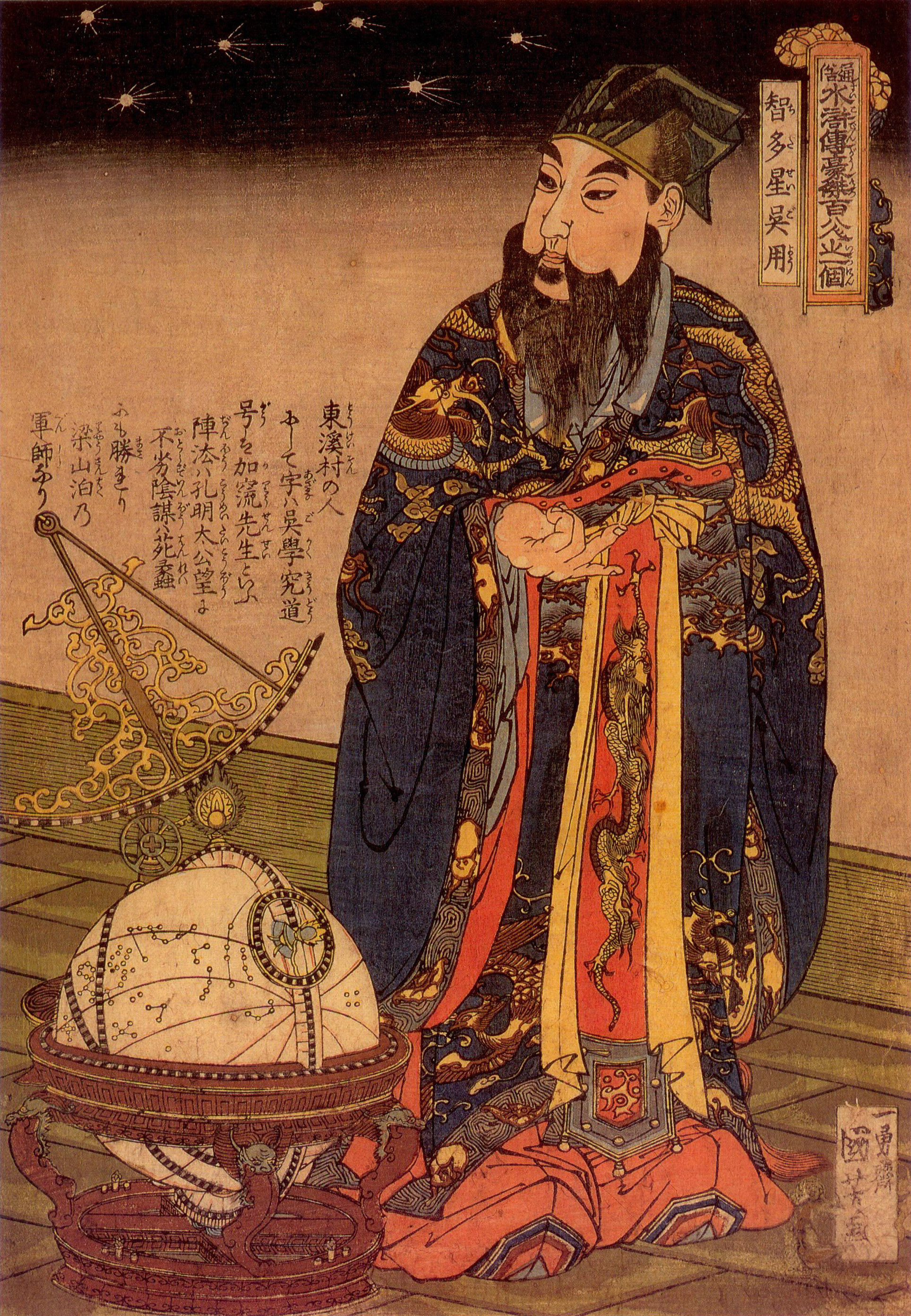
Astronomo cinese nel 1675

Oltre alle questioni di costumi e cultura, si pose assai presto il problema della traduzione dei termini religiosi. Se si prende solo l'esempio più diretto, il primo grande problema fu la traduzione del nome di Dio in cinese: bisognava trovare un termine che non potesse essere confuso con concetti o superstizioni locali. In Giappone, esistevano dei sillabari e quindi si potevano creare parole nuove. 
Ma per il cinese si poneva il dilemma se adottare terminologie esistenti, con il rischio di commistioni semantiche e filosofiche con la cultura locale, o introdurre nuovi termini, con il rischio di suscitare diffidenza, se non ostilità.
Questo problema si verificava per tutte le parole con significati astratti. 
Esistevano significati simili, ma provenivano spesso sia dal confucianesimo, sia dal buddismo, il che dava loro connotazioni assai particolari, e foriere di possibili equivoci.

Questo enorme problema venne affrontato e sciolto da Matteo Ricci, non senza l'appoggio e l'approvazione del Visitatore Alessandro Valignano.
Nell'opera Il vero significato del «Signore del Cielo», Matteo Ricci spiegò con chiarezza il concetto cristiano di Dio, così com'era formulato nella teologia scolastica del suo tempo. Egli chiamò il Dio cristiano con il termine Tiān zhu (che significa «Signore del Cielo»), ma decise di tollerare che venisse chiamato anche con altri termini già esistenti nella cultura e religione dei cinesi, come Shàngdi (Sovrano dall'Alto) o Tiān (Cielo)

Tale criterio venne adottato da tutti i Gesuiti, da quel momento in poi, anche se già il successore di Matteo Ricci a capo della missione di Cina, Niccolò Longobardo, non condivise questa posizione sui nomi di Dio. 
Questo problema costituì in seguito uno degli aspetti della Disputa dei Riti.

### La strategia missionaria e culturale
I Gesuiti contavano di introdurre il Cristianesimo in Cina passando attraverso la conversione dei letterati e dei mandarini piuttosto che attraverso quella della gente del popolo. Pensavano che convertendo la classe dirigente, il popolo intero li avrebbe seguiti. Tutti i loro sforzi si sarebbero dunque orientati verso le classi alte, a tutti i livelli: dall'imperatore ai circoli dei letterati. Un metodo forse più lungo da realizzare ed i cui risultati non erano visibili rapidamente, ma probabilmente più sicuro, rispetto al lento e paziente tentativo di conversione capillare della gente comune, dal basso.
Per di più, alla lunga e di fronte a nuovi sovrani dalla personalità abbastanza forte (inizio della dinastia Manciù), lo sforzo doveva ricominciare senza posa.

Questo metodo si opponeva a quello di altri ordini, che tentarono di convertire direttamente il popolo, e che ottennero buoni risultati al livello del numero di convertiti, ma che subirono frequentemente gli editti d'interdizione. 
Questo secondo approccio creò infatti reazioni da parte del governo cinese, che non vedeva di buon occhio la predicazione diretta al popolo. Anche questa differenza sarebbe stata la fonte di conflitti tra i diversi ordini missionari.

### I missionari nelle Accademie delle lettere
Le Accademie delle lettere, Shuyuan, erano delle specie di circoli privati, dove i letterati si ritrovavano per discussioni di argomento filosofico o politico. Le Accademie erano indipendenti e rappresentavano diverse tendenze. Per Matteo Ricci, queste Accademie sembravano essere il luogo ideale per raggiungere i letterati e introdurli alla religione cristiana. La conoscenza dei Classici cinesi era in esse una sorta di prerequisito, e Ricci aveva conoscenze sufficienti.

Entrò nel dibattito delle idee. I Gesuiti vennero allora percepiti come dei letterati, e non dei missionari. Si può anche notare che ciò creò confusione perché dei Cinesi pensarono che la dottrina presentata fosse stata creata da loro stessi. Per di più, essi si ritrovarono nel contesto di dibattiti di idee, dove non ci si aspettava che una Verità fosse presentata come tale. Per le sue conoscenze, Ricci seppe utilizzare i testi classici per presentare e giustificare la dottrina cristiana. Il che permise dei reciproci scambi di sottili argomentazioni.

Egli condivideva così (almeno in superficie) i medesimi riferimenti. Conoscendo i Classici, metteva innanzi i passaggi che lo avvantaggiavano e ignorava discretamente gli altri. Tentò di trovare legami tra il Confucianesimo ed il Cristianesimo, ed altri Gesuiti dopo di lui ne avrebbero fatto il loro principale argomento: secondi alcuni Gesuiti, infatti, il Confucianesimo e i Classici contenevano delle antiche testimonianze della rivelazione cristiana, in forma anche più arcaica rispetto al Cristianesimo stesso. Questa corrente di pensiero, che sarebbe stata chiamata «Figurista», era costituita da pochi gesuiti, prevalentemente francesi, le cui proposizioni però non furono condivise né dalla maggioranza dei Gesuiti, né dalla Santa Sede.

L'intenzione e il metodo missionari dei Gesuiti erano impostati a una gradualità: prima si cercava di ottenere credito culturale dai cinesi; solamente in un secondo tempo si cominciava l'opera di evangelizzazione; i dogmi ed i misteri della religione cattolica venivano comunicati solo a fedeli già convertiti o con una buona prospettiva di esserlo.

Nei loro incontri pubblici decisero di ridurre al minimo il riferimento esplicito a Gesù Cristo; inoltre non facevano menzione delle tre Persone della Trinità e dell'incarnazione specificamente nel Figlio. 
Ciò espose i Gesuiti alle accuse di doppiezza e di aver nascosto il loro scopo reale.
I letterati che incontrarono compresero lo scopo reale dei Gesuiti? Taluni in ogni caso denunciarono ciò che chiamarono una dottrina viziosa. Esiste per esempio una raccolta di scritti anticristiani di otto volumi, datata nell'anno 1639.

### Risultati delle missioni
Nonostante l'intensa attività missionaria, le dottrine cattoliche da loro propugnate non ottennero tra la popolazione cinese il seguito che ci si sarebbe aspettati. Molti studiosi hanno analizzato l'opera missionaria cattolica nella tarda Cina imperiale in termini di successo o insuccesso:
- Jacques Gernet[3] attribuisce l'insuccesso della diffusione del Cristianesimo in Cina alle difficoltà di comprensione linguistica e culturale delle sue dottrine;
- Paul Cohen[4] attribuisce il fallimento all'acquisizione dello status di confuciani e quindi alla "sfida" ai signori locali che li mobiliterà contro i missionari;
- Erik Zürcher[5] motiva con diverse argomentazioni il successo della diffusione del Buddhismo e di contro l'insuccesso del Cristianesimo nella tarda Cina imperiale: conservatorismo, xenofobia, sinocentrismo, ma anche la differenza fondamentale di una propaganda guidata (missionari cristiani) di contro a una diffusione spontanea (monaci buddhisti).

## Contributo al progresso scientifico e culturale cinese

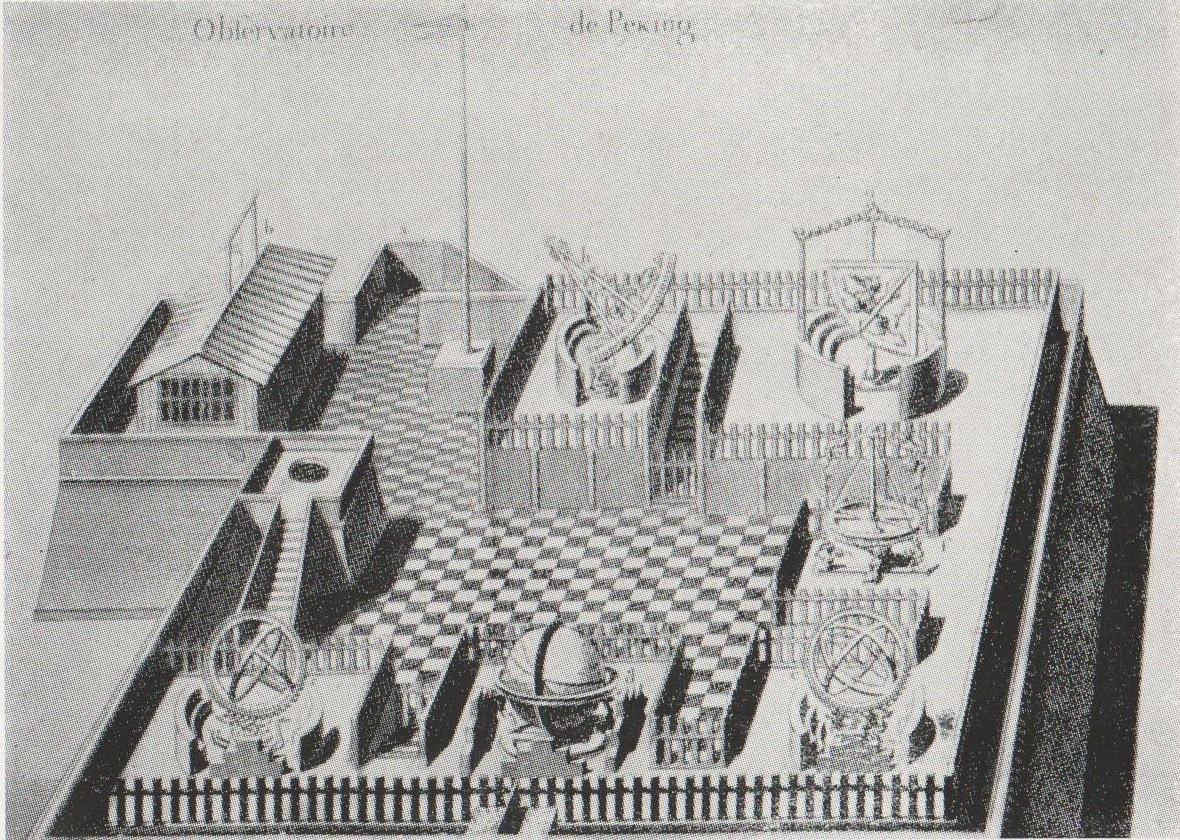
L'Osservatorio astronomico di Pechino costruito dai Gesuiti.

- Cartografia. Nel 1580 Luis Jorge de Barbuda, gesuita portoghese, realizzò la prima carta della Cina. Nel 1600 Matteo Ricci disegnò un planisfero che poneva per la prima volta la Cina al centro. Nel 1655 Martino Martini diede alle stampe il famoso Novus Atlas Sinensis, l'opera fino ad allora più attendibile mai pubblicata sul territorio cinese, con 17 mappe e 171 pagine. In un periodo di 200 anni i gesuiti compilarono oltre 43 opere geografiche e cartografiche, contribuendo a far conoscere il resto del mondo a tutti i popoli che usavano la lingua cinese (quindi anche ai coreani, e ai giapponesi)[6].
- Matematica ed Astronomia. Nel 1607, insieme con il matematico Xu Guangqi e il confratello Sabatino de Ursis, Matteo Ricci tradusse in cinese i primi libri degli Elementi di Euclide. Ricci fu anche il fondatore del primo osservatorio di Pechino. L'osservatorio è oggi un bene tutelato dallo Stato.
- Fisica. Nicolò Lombardi indirizzò la sua attività di studioso verso lo studio del terremoti. Nel 1626, dopo un violento terremoto verificatosi nei pressi di Pechino, scrisse, in cinese, il Trattato sui terremoti firmandosi Long Huamin, il suo nome in mandarino. Per la prima volta diede un'impronta scientifica ai fenomeni sismici, smentendo le leggende che li attribuivano ad un drago. Calcolò con esattezza anche un'eclisse di luna.
- Lingua. La prima grammatica cinese, la Grammatica Sinica, fu compilata da Martino Martini. I gesuiti redassero anche i primi dizionari in lingua cinese. Nel XIX secolo Angelo Zottoli diede alle stampe i 5 volumi del Cursus litterae sinicae neo-missionariis accommodatus, in latino, un corso destinato agli aspiranti missionari[7], insignito, nel 1884, del Prix Stanislas Julien conferito dall'Académie des Inscriptions et Belles-Lettres di Parigi[8].
- Storia e letteratura. Nel 1658 Martino Martini pubblicò Sinicae Historiae Decas Prima, una grande opera cronologica che doveva comprendere tutta la storia cinese a partire dalle origini. Fu pubblicato solo il I volume, che arriva fino alla nascita di Gesù. Ludovico Buglio, guadagnata la fiducia dell'imperatore, lavorò assieme ai confratelli gesuiti, alla riforma del calendario cinese. Il Buglio (chiamato dai cinesi Lì Lèisī) parlava e scriveva cinese correntemente: redasse più di 80 opere in mandarino (soprattutto testi religiosi). Tra esse, la I e la III parte della Summa Theologica di Tommaso d'Aquino; tradusse in cinese anche il Messale Romano (Pechino, 1670), il Breviario e il Rituale romano (1674 e 1675).
- Il missionario gesuita Prospero Intorcetta (1625 - 1696) fu il primo a tradurre in Europa le opere di Confucio.
- Altri rilevanti studiosi furono: Ludovico Buglio, Francesco Brancati, Girolamo Gravina, Alessandro Valignano, Michele Ruggieri, Niccolò Longobardi e Matteo Ripa. Quest'ultimo fondo a Napoli il più antico centro di sinologia ed orientalistica del continente europeo e dell'occidente.

## Cronologia della presenza gesuita in Cina
- 3 dicembre 1552: San Francesco Saverio muore sull'isola di Sancian, in attesa di una nave che l'avrebbe condotto sul continente cinese;
- 1574: Il Visitatore Alessandro Valignano parte per Goa. Governò i gesuiti in Asia fino al 1606 ma anch'egli, come Saverio, non riuscì ad entrare in Cina;
- 1579: Il francescano Pedro de Alfaro celebra la prima messa a Canton;
- 1583: Michele Ruggieri e Matteo Ricci entrano in Cina su ordine di Valignano, e s'insediano al principio in una città secondaria;
- 1594: I Gesuiti adottano l'abito dei letterati, Ricci termina la traduzione dei Quattro Libri;
- 1597: Ricci è nominato Superiore della Missione di Cina;
- 1601: Editto imperiale di Wanli che ordina a Matteo Ricci di recarsi a Pechino presentandosi con dei doni;
- 1603: Battesimo di Xu Guangqi (Paolo), letterato cinese;
- 1604: Valignano rende la Missione in Cina Provincia autonoma distaccandola dalla Provincia di Macao e nomina Matteo Ricci Superiore Provinciale della Cina;
- 1606: Muore Valignano, Matteo Ricci diventa il gesuita di maggiore rilevanza in tutto il continente asiatico;
- 1610: Battesimo di Li Zhizao, Ricci muore, Longobardo gli succede come superiore, 2.500 cristiani in Cina;
- 1615 (27 giugno): Autorizzazione di Papa Paolo V ad utilizzare il cinese classico per la liturgia, mai messa in pratica;
- 1616: Rapporto del vice-ministro dei Riti di Nanchino, Shen Que, segue la prima persecuzione del cristianesimo in Cina;
- 1617: Processo di Nanchino;
- 1625: Scoperta della stele nestoriana, dell'VIII secolo, che documenta un secolo e mezzo di presenza dei cristiani nestoriani (gli adepti della dottrina di Nestorio) in Cina;
- 1633: i primi Domenicani entrano in Cina e si palesano le prime divergenze sul problema dei Riti;
- 1642: I Gesuiti costruiscono una chiesa a Chongqing; Martino Martini giunge a Macao da Lisbona assieme ad altri 24 gesuiti;
- 1664: Oboi, il reggente dell'imperatore ancora fanciullo, Kangxi, fa imprigionare Adam Schall e gli astronomi cristiani per incompetenza e tradimento;
- 1667: In Europa, pubblicazione di China Illustrata di Athanasius Kircher;
- 1668: l'imperatore Kangxi, liberandosi dal controllo di Oboi, chiede a Verbiest di verificare i calendari, quest'ultimo trova degli errori. Viene nominato direttore dell'Ufficio dell'Astronomia;
- 1688: arrivano a Pechino Cinque Gesuiti francesi, astronomi e matematici, inviati da Re Luigi XIV;
- 1689: I negoziati per il Trattato di Nerchinsk vedono la collaborazione di due Gesuiti come interpreti;
- 1690: Vengono creati il Vescovado di Pechino e di Nanchino, affidati rispettivamente al francescano Bernardino Della Chiesa e al domenicano cinese Luo Wenzao (Gregorio Lopez);
- 1692: Antoine Thomas ottiene dall'imperatore Kangxi l'editto di tolleranza del cristianesimo;
- 1698: Giovanni Battista Gherardini, grazie ad una delegazione francese, dipinge un affresco nella chiesa la cui costruzione all'interno delle mura della Città Proibita è stata autorizzata dall'Imperatore.
- 1701: Otto nuovi missionari cattolici arrivano a Pechino;
- 1705: Arrivo in Cina del legato pontificio Carlo Tommaso Maillard de Tournon (inviato da Clemente XI) per valutare l'ortodossia dei «Riti cinesi». La Legazione Tournon finisce nell'insuccesso e il Legato viene mandato via da Pechino e rinchiuso a Macao, dove morirà nel 1710;
- 1707: Decreto di Nanchino: lungo il viaggio di trasferimento Tournon emette un decreto per proibire «Riti Cinesi», confermato da Clemente XI nel 1710 e con la successiva Bolla Ex Illa Die del 1715. In essa la condanna dei Riti Cinesi si accompagna alla richiesta di un giuramento di fedeltà ai missionari. Il pontefice intese porre la parola fine alla diatriba dei riti cinesi, che, tuttavia, perdurò ancora diversi anni dopo la fine del suo pontificato;
- 1720: Seconda Legazione papale, di Carlo Ambrogio Mezzabarba, che per venire incontro alle prassi dei Gesuiti concede le otto permissioni, che tuttavia non chiudono la controversia;
- 1724: Il nuovo Imperatore Yongzheng apre un periodo di persecuzioni contro il Cristianesimo, mantenendo tuttavia al suo servizio alcuni missionari abili nelle arti o nelle scienze;
- 1735: Pubblicazione de La Descrizione della Cina e della Tartaria di Jean-Baptiste Du Halde;
- 1735: Qianlong diviene imperatore – atteggiamento negativo nei confronti dei cristiani;
- 1742: Benedetto XIV emana la Bolla "Ex Quo Singulari" che revoca le concessioni fatte da Carlo Ambrogio Mezzabarba;
- 1746 e 1755: altre persecuzioni contro i cristiani;
- 1773: La Compagnia di Gesù è soppressa da Clemente XIV;
- 1775: La chiusura del Compagnia di Gesù è applicata in Cina;
- 1814: La Compagnia di Gesù è ristabilita ovunque nel mondo da Pio VII;
- 1842: I Gesuiti ritornano in Cina: due gesuiti francesi arrivano a Shanghai;
- 1872: Angelo Zottoli dà inizio alla pubblicazione dei 5 volumi del Cursus litterae sinicae neo-missionariis accommodatus (1879-1892), destinato all'insegnamento della lingua cinese ai neomissionari[7][8];
- 1903: Apertura dell'Università Aurora a Zi-ka-Wei (Shanghai);
- 1939: In seguito a consultazioni avviate fin dal 1935 con il governo fantoccio del Manchukuo, Pio XI emana una Costituzione Apostolica che tollera i Riti Cinesi, affermandone il ruolo solo civile;